# Timbre (accessoire instrumental)
Pour les articles homonymes, voir Timbre.

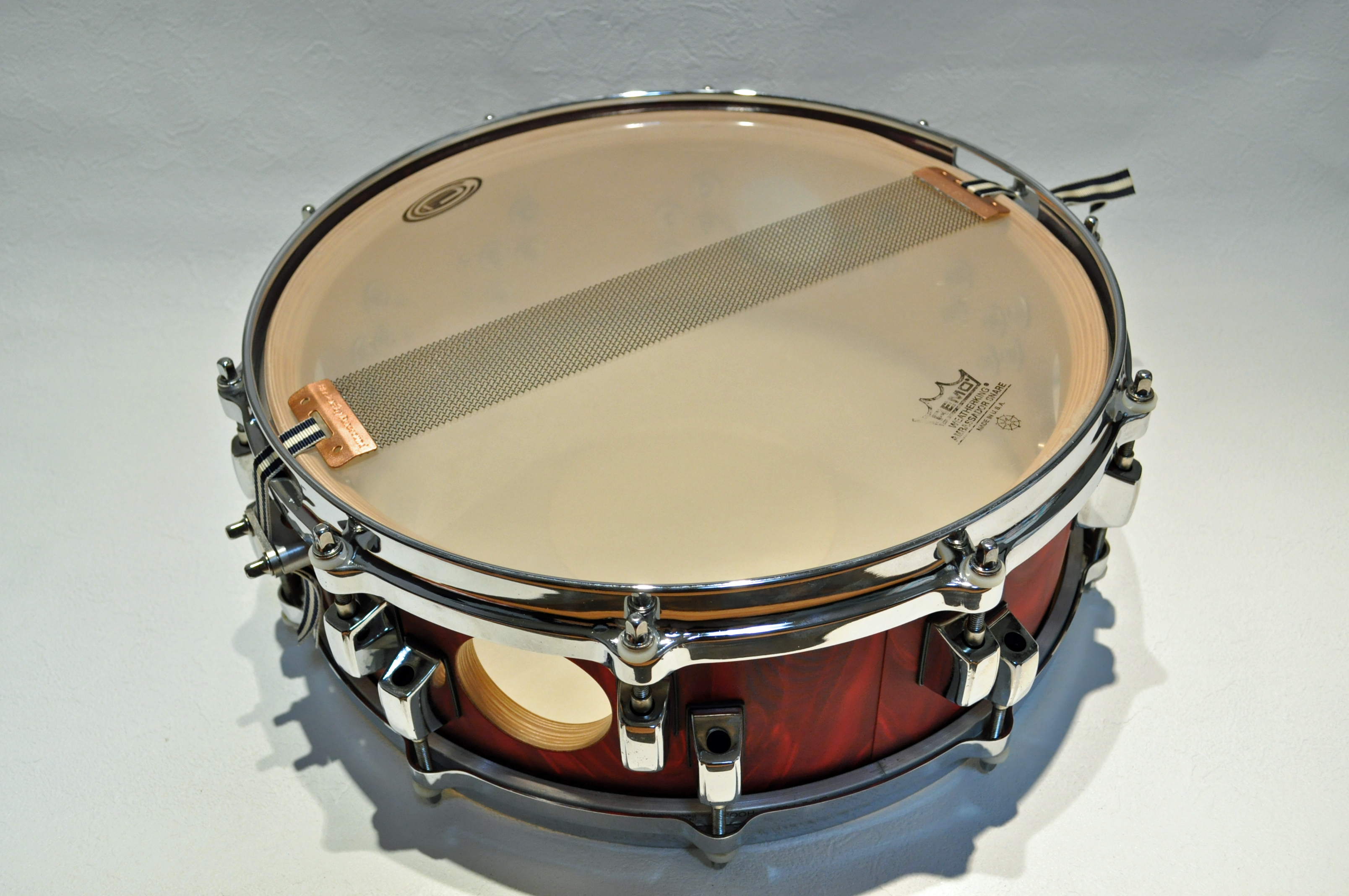
Une caisse claire munie de son timbre.

Dans le domaine des accessoires pour instruments de musique, un timbre est un boyau tendu, un vibrant (sorte de petit rideau de fer), un ressort ou un balai effleurant une partie vibrante d'un instrument pour en colorer le timbre comme celui d'un mirliton — par exemple sur une caisse claire, un balafon, une kora.